# تصعيد الصلاحيات

رفع الصلاحيات (بالإنجليزية: Privilege escalation)‏ يعتمد هذا الاختراق على وجود ثغرة، يتمكن المخترق عن طريقها بالوصول إلى موارد غير مسموح له بها ضمن نظام التشغيل أو تطبيق معين.

## كيفية الاختراق
تتعلق كيفية الاختراق بطبيعة التطبيق أو نظام التشغيل المراد اختراقه، فمثلاً:
في نظام التشغيل مايكروسوفت ويندوز: التعديل على ملف الـ SAM.
في نظام التشغيل لينكس: الوصول إلى ملف passwd.
في Web Application: الحصول على صلاحيات إداري Administrator، عن طريق الاستيلاء على الـ كوكي أو التمكن من تعديل صلاحيات المستخدم الحالي نتيجة ضعف البرمجية.

## نتائج الاختراق
ينتج عن هذا الاختراق حصول المخترق على صلاحيات أعلى من الصلاحيات المتاحة له ضمن التطبيق، ويمكن عن طريق هذه الصلاحيات الوصول إلى موارد ممنوع من الوصول إليها.

## الحماية من الاختراق
تكون الحماية من هذا النوع من الاختراقات عن طريق ضبط صلاحيات المستخدمين، وضبط صلاحيات الملفات، والتأكد من الملفات المشاركة.